# 寅さん公園
寅さん公園（とらさんこうえん、ドイツ語: Tora-San-Park）は、オーストリアのウィーン市21区フローリツドルフにある都市公園。
フローリツドルフと東京都葛飾区は、映画『男はつらいよ』シリーズが取り持つ縁から友好都市であり、第41作『男はつらいよ 寅次郎心の旅路』（1989年8月公開）はウィーンが舞台となった。公園はこの映画公開20周年を記念して2009年に開園した。

## 歴史

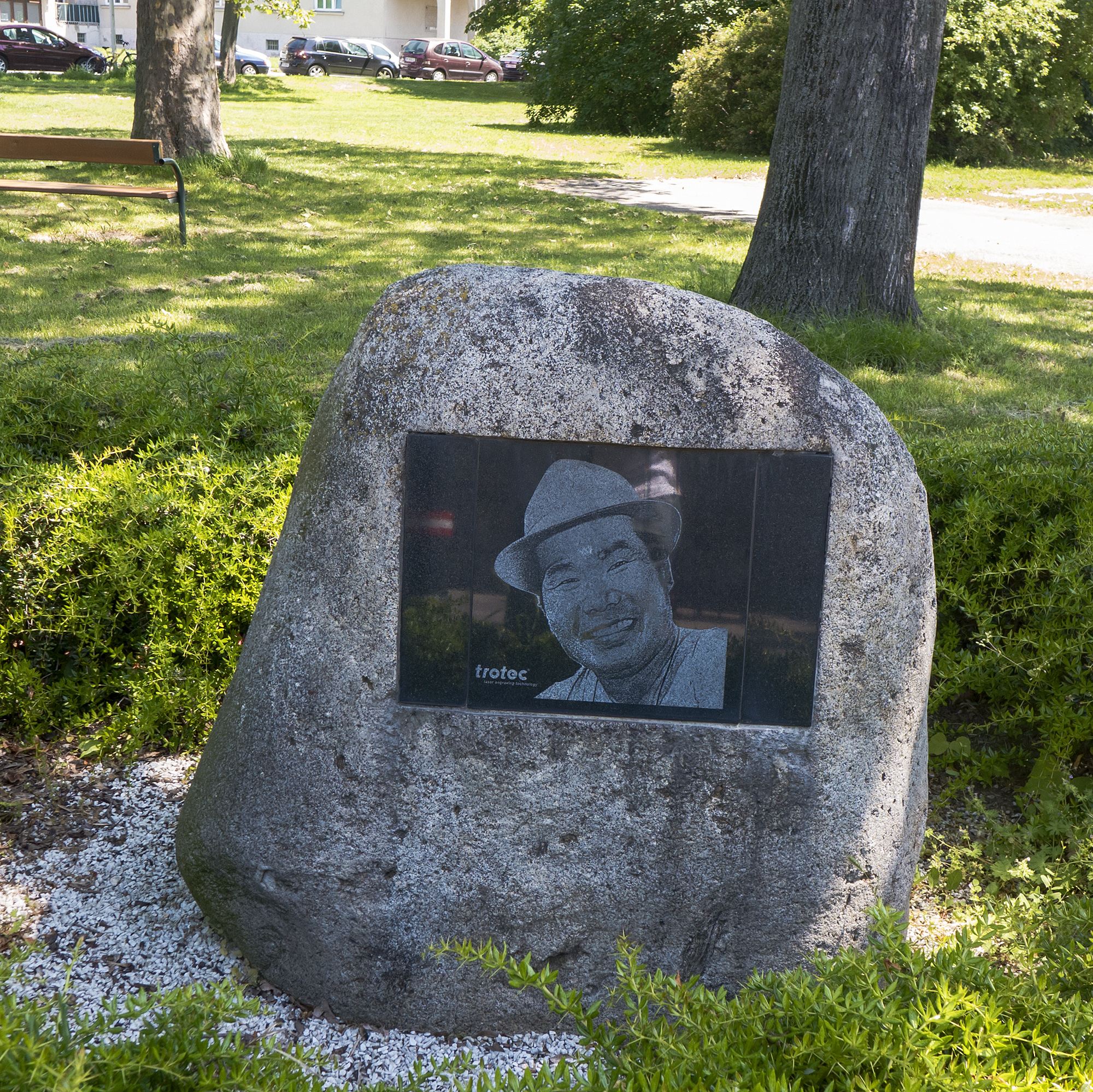
渥美清演じる寅さんの肖像が刻まれた石碑

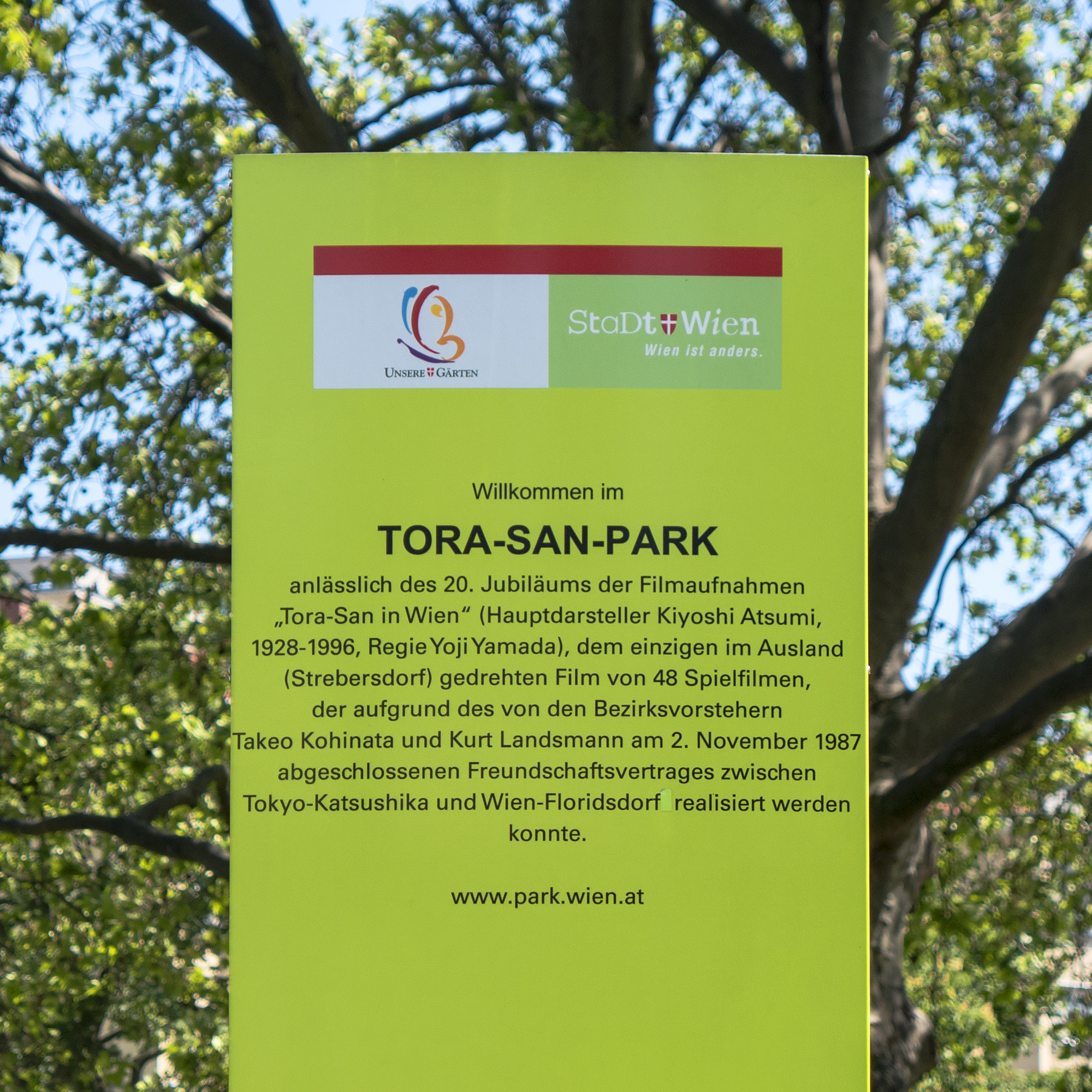
公園名と由来が描かれた掲示。裏面には同内容が日本語で描かれている。

1986年、ウィーン市長のヘルムート・ツィルクは、日本訪問の際に飛行機機上で映画『男はつらいよ』シリーズの作品を鑑賞、作品の世界がウィーン市郊外の風景やウィーン市民の気質と似ているとして感銘を受けた。ツィルクは、ウィーン市域の北東部に所在するフローリツドルフと葛飾区との友好交流を希望。1987年3月、葛飾区職員がフローリツドルフを訪問して同区長の意向を確認するなどのやりとりを経て、1987年11月2日に友好都市提携がおこなわれた。
ツィルクの招致によりウィーンが舞台となった『男はつらいよ 寅次郎心の旅路』公開20周年を記念して「寅さん公園」が2009年9月28日に開園した。

## 施設
ドナウ川にほど近いブロスマンプラッツ (Broßmannplatz) 地区の住宅街の一角にある、面積約20平方メートルの都市公園である。一角には、白い砂利を敷き庭石を配するなどした、日本風の空間がしつらえられている。

## 備考
フローリツドルフと葛飾区との友好都市提携に関連して、フローリツドルフ区内には「葛飾通り」（Katsushikastraße）がある。2001年8月17日に命名されたもので、連邦道路3号線（ドナウ通り Donau Straße B3）の一部、ウィーンSバーンのウィーン・フローリツドルフ駅北方の操車場の跨線橋区間を含む。
このほか、フローリツドルフと日本との関係として、イェドレゼー  (de:Jedlesee)  地区のドナウインゼル（ドナウ川の改修で造られた川中島）に、日本から寄贈された1,000本の桜が植えられた「キルシェンハイン 桜の森」  (de:Kirschenhain)  がある。ウィーン森林局と日本人芸術家グループ "to the Woods" によって造られたもので、植林はオーストリア建国1,000年（1996年）を記念して1996年から始まり、2002年に完成した。春には「桜の森まつり」が開かれる。